# آرسی‌اس
آرسی‌اس (انگلیسی: RCS) شرکت رسانه‌ای ایتالیایی است، که در سال ۱۹۲۷ تأسیس شد.